# 长寿节目
长寿节目列表指电视或广播中持续放送多年而不以製作集數為比較基準的节目列表。相反的概念是短命節目。

## 知名的长寿节目

### 中国
中国中央电视台
- 新闻联播及其后放送的天气预报
- 焦点访谈
- 中國文藝
- 东方时空
- 夕陽紅
- 藝術人生（已停播）
- 大風車
- 第一动画樂園（原名动画城）
- 新聞30分
- 今日說法
- 經濟信息聯播（1996年-2002年为财经报道）
- 半邊天（已停播）
- 幸运52（已停播）
- 海峽兩岸
- 新聞調查
- 开心辞典（已停播，现开门大吉）
- 同一首歌（已停播）
- 足球之夜
- 天下足球
- 篮球公园
- 走遍中國
- 远方的家
- 智慧树
- 春节联欢晚会
- 探索發現
- 綜藝大觀（已停播）
- 正大綜藝
- 百家讲坛
- 國寶檔案 （已停播，现美食中国）
- 經濟半小時
- 走近科学（已停播）
- 希望英语（已停播）
- 生财有道（原名为您服务）
- 每周质量报告
- 军事报道
- 全球華語音樂榜中榜

湖南电视台
- 快乐大本营（已停播，现你好星期六）
- 天天向上
- 经视新闻

广东电视台
- 珠江新闻
- 廣東新聞聯播
- 今日關注
- DV现场
- 粵韻風華
- 外来媳妇本地郎
- 七十二家房客

湖北電視台
- 天生我財
- 经视直播

上海人民廣播電台
- 刑警803

上海东方卫视
- 东方新闻
- 梦想改造家
- 老娘舅 （已停播）

### 香港
香港電影金像獎協會（HKFAA）
- 香港電影金像獎（1982年3月9日至今，每年3月至5月舉行）

無綫電視（TVB）
- 歡樂今宵（1967年11月20日至1994年10月7日播出，26年共播出6613集）
- K-100（已結束）
- 香港81-香港86（已結束）
- 婦女新姿（已結束）
- 真情（已結束）
- 皆大歡喜系列（已結束）
- 獎門人系列（已結束）
- 放学ICU（已結束）
- 閃電傳真機（已結束）
- 體育世界（已結束）
- 香港早晨
- 明珠檔案（已結束）
- 都市閒情（已結束）
- 勁歌金曲（已結束）
- 勁歌金曲頒獎典禮（1984年1月28日開始，及至每年1月舉行）
- 財經透視
- 新聞透視
- 星期五檔案（或星期二檔案系列）
- 愛·回家系列

香港電台（RTHK）
- 鏗鏘集（1978年3月5日首播至今，首集名為《金飯碗》[1]，是香港最長壽的新聞紀錄片電視節目）
- 香港故事
- 警訊（已結束）
- 城市論壇（已結束）
- 醫生與你
- 獅子山下
- 晨光第一線
- 松柏之聲
- All the Way With Ray
- 精靈一點
- 議事論事
- 頭條新聞（已結束）
- 自由風自由Phone
- 十項全能
- 開心日報
- 千禧年代
- 政壇新秀訓練班
- 中文歌曲龍虎榜
- 戲曲天地

商業電台（CRHK）
- 18樓C座
- 在晴朗的一天出發
- 一圈圈
- 叱咤樂壇流行榜
- 叱咤樂壇流行榜頒獎典禮（1989年1月16日舉行，1995年開始訂為每年元旦舉行）
- 經濟脈搏
- 人生交叉盤
- 政經星期六
- 一台好戲
- 曾Sir28騷、曾Sir下午茶
- 理財博客（即市錦囊，投資多面睇）

有線電視
- Cable早晨
- 樓盤傳真

NOW寬頻電視
- Now早晨

ViuTV
- 又要威 又要戴頭盔

新城電台
- 新城勁爆流行榜
- 香樹輝King King傾
- 恐怖熱線

鳳凰衛視
- 凤凰气象站
- 鳳凰早班車
- 周末晨早播报
- 鏘鏘三人行
- 時事直通車
- 時事開講
- 新聞今日談
- 時事辨論會
- 時事亮亮點
- 魯豫有約
- 凤凰大视野
- 军情观察室

### 日本
NHK
- NHK自信歌喉（1946年至今）
- 國會直播（日语：国会中継）（1953年至今）
- 紅白歌唱大賽（1951年1月至今，每年跨年夜播出1次）
- 辭舊迎新（1955/1956年至今，每年跨年午夜12點播出1次）
- 大河劇（1963年4月7日至今）
- 連續電視小說（晨間劇）
- 忍者亂太郎（1993年4月10日至今，共31年342天）
- 丸少爺（1998年10月5日至今）

日本電視台
- 超級變變變（原文直譯：全日本偽裝大賞，1979年12月31日至今，目前為每年播出1次）
- 哆啦A夢（亞洲）（1973年4月1日至今，其中1973年4月1日至9月30日在日本電視台播出，之後於1979年4月2日在朝日電視台復播）
- 麵包超人（1988年10月3日至今）
- 笑點（1966年5月15日至今）
- AKBINGO!（2008年10月1日至今）

讀賣電視台
- 名偵探柯南（1996年1月8日至今，共29年69天）

TBS電視台
- 八點！全員集合（1969年至1985年9月）
- 高達系列(1979年4月7日至今，到1996年12月27日為止在朝日電視台播出，2002年轉為TBS電視台播出）
- 冷暖人间

富士電視台
- 海螺小姐（1969年10月5日至今，日本史上最長壽動畫）
- 世界名作劇場
- 七龍珠系列
- 櫻桃小丸子
- SMAPxSMAP（1996年4月15日至今）
- Hey Hey Hey!（1994年10月17日－2012年12月17日，共18年）
- 塩野義Music Fair/シオノギ・ミュージックフェア（1964.8.31至今共60年199天）
- 海賊王（1999年10月20日至今）
- 森田一義時間 笑一笑又何妨！（1982年10月20日-2014年3月31日）

朝日電視台
- 徹子的房間（1976年2月2日至今）
- Q太郎
- 忍者哈特利
- 小超人帕門
- 超級英雄時間
  - 超級戰隊系列（1975年4月至今）
  - 假面騎士系列（1971年4月至今）
- 哆啦A夢（亞洲）（1973年4月1日至今，其中1973年4月1日至9月30日在日本電視台播出，之後於1979年4月2日在朝日電視台複播）
- 男女糾察隊（1999年4月18日至今，節目前稱《ロンドンハーツ闪电，伦敦之心（日语：ロンドンハーツ）》，2001年10月改名）
- 蠟筆小新（1992年4月13日至今）
- 北野武的TV擒抱（1991年4月1日至今）
- 高達系列（1979年4月7日-1996年12月27日為止在朝日電視台播出，2002年起轉為TBS電視台播出）
- 益智猜謎佔領25宮格（パネルクイズアタック25，1975年4月6日至2021年9月26日）
- Music Station（1986年10月24日至今）
- 塔摩利俱樂部（タモリ倶楽部，1982年10月8日至今，共42年161天）
- 火焰挑戰者（1995年10月17日至2000年3月28日，共4年163天）
- 小學生30人31腳全國大賽（1996年11月2日至2009年12月12日，共13年40天）

東京電視台
- 電視冠軍（1992年4月16日至2008年9月18日，共16年）
- 精靈寶可夢系列（1997年4月1日至今，共27年351天）
- 遊戲王系列（2000年4月18日至今，其中1998年的27集在朝日電視台播出，之後於2000年4月18日轉往東京電視台播出）
- 火影忍者（2002年10月3日至今）

瀨戶內電視台
- 可愛巧虎島（1993年12月13日至2008年3月31日，14年共播出726集。劇場版「巧虎WOW！」於2013年播出至今）

東京電視網
- 超人力霸王系列（1966年1月2日至今）

### 
KBS
- 韓國時事一週
- 加格音樂會
- Music Bank
- 追跡60分
- TV騷真品名真
- 家族娛樂館（現停播）

MBC
- PD手帳
- 无限挑战（已停播）

SBS
- SBS人氣歌謠
- Running Man

阿里郎电视台
- 韓國音樂流行榜

### 臺灣
中華民國新聞評議委員會
- 新聞橋（1989年10月8日至2000年11月7日逢周日播出，三台聯播每集10分鐘）

臺灣電視公司
- 傅培梅時間（1962年－2002年，共40年）
- 群星會（1962年11月8日－1977年3月29日，共14年）[2]
- 五燈獎（1965年－1998年，共33年、1701集）[3]
- 天眼（1979年6月10日－1984年7月8日、1989年3月23日－1996年10月16日、1996年10月23日－1997年8月27日首播，前後共647集。）
- 我愛紅娘（1982年10月30日－1993年10月9日，10年344天）
- 強棒出擊（1985年1月1日－1995年9月15日，共2946集、10年257天）[4]
- 錦繡河山（1965年－1977年，共12年、600多集）
- 金舞台（1986年－1998年，共12年）
- 天天開心（1987年－2000年，共13年）
- 台灣民間故事（1988年1月23日至1988年6月11日每週六午間檔播出，6月18日改名為《中國民間故事》。至1997年10月11日播映完畢）
- 龍兄虎弟（1993年3月27日－2000年4月13日，共334集、7年17天）
- 易經風水面面觀（1998年2月2日-2011年1月31日，共4425集、12年363天）

中國電視公司
- 歡樂假期（1970年4月5日－1989年3月5日，共18年334天）
- 歡樂傳真（1988年9月29日－1996年8月1日，共7年307天）
- 歡樂一百點（1988年9月29日－1996年8月1日，共7年307天）
- 來電50（1989年3月26日－1996年10月27日，共7年215天）[5]
- 大陸尋奇（1990年8月11日至今[6]，34年219天）
- 我猜我猜我猜猜猜/你猜你猜你猜猜猜（1996年7月4日－2012年8月18日，共16年45天）
- 非常男女（1996年8月8日－2003年9月25日，共7年48天）
- MIT台灣誌（2002年4月7日－2019年12月29日，共17年）

中華電視公司
- 莒光園地（1975年1月至今）
- 光明世界（1980年11月12日-2006年4月9日，共25年89天，中國佛教會電視弘法委員會製作，上德傳播事業有限公司錄製，淨心長老主講）
- 華視新聞雜誌（1981年1月20日至今），44年57天
- 每日一字（1981年1月25日－1998年5月28日，共17年123天）
- 華視新聞廣場（已停播）
- 連環泡（1986年3月24日至1994年4月14日，共8年21天）
- 鑽石舞台（1986年11月2日至1995年5月28日，共8年207天）
- 百戰百勝（1988年10月16日至1998年3月1日，共9年136天）
- 金曲龍虎榜（1989年9月30日至1998年2月28日，共8年151天）
- 綜藝萬花筒（1991年7月1日至1996年12月13日，共5年165天）
- 台灣靈異事件（1996年7月1日至2003年1月27日，共6年210天）
- 天才衝衝衝（2006年5月12日至今，共18年310天）

東森綜合台
- 全民星攻略(2019年2月18日至今)
- 醫師好辣(2015年10月12日至今)

TVBS
- 娛樂新聞（1993年9月29日－2007年4月13日，共13年196天、3756集）[7]
- 2100全民開講（1994年8月1日－2013年12月20日，共19年141天）

TVBS歡樂台
- 女人我最大（2003年9月29日至今）

衛視中文台
- 一袋女王（2010年2月1日至2023年8月28日，共13年208天）
- 歡樂智多星（2011年3月7日至2023年8月3日，共12年149天）

八大綜合台
- 娛樂百分百（1997年5月5日至今）
- WTO姐妹會（2009年3月2日至今，2009年在八大第一台播映，2016年轉至八大綜合台）

中天綜合台
- 康熙來了（2004年1月5日－2016年1月14日，共12年9天）
- 大學生了沒（2007年7月30日－2016年9月14日，共9年46天）
- 小明星大跟班（2016年1月25日至今）

中天新聞台
- 台灣大搜索（2010年5月1日至今）
- 新聞龍捲風（2012年6月25日至今）

年代新聞台
- 年代向錢看(2011年至今)
- 新聞面對面(2010年6月18日至今)
- 雅琴看世界(2021年1月9日至今)

東森新聞台
- 台灣啟示錄（2007年1月7日至今）
- 關鍵時刻（2007年4月2日至今）

東森財經新聞台
- 57健康同學會（2010年4月9日至今）

公共電視文化事業基金會
- 我們這一班（1993年4月28日至今）
- 水果冰淇淋（1998年7月2日至今）
- 我們的島（1998年11月1日至今）
- 下課花路米（2001年9月30日至今）
- 獨立特派員（2007年7月1日至今）
- 有話好說（2008年3月3日至今）
- 誰來晚餐（2008年9月22日至今）

緯來綜合台
- 電玩快打（1997年－2017年12月16日）

民間全民電視公司
- 親戚不計較（1999年12月15日－2006年5月12日，共7年、2248集）
- 民視異言堂（1998年8月23日至今）
- 消費高手（1998年至今）
- 美鳳有約（2000年5月30日至今）[8][9]
- 綜藝大集合（2001年11月11日至今）
- 舞力全開（2012年8月22日-2020年9月12日）

三立電視
- 豬哥亮歌廳秀（1985年－1990年，約700多集。每集長度約40分到50分鐘）
- 三立五虎將 金牌點唱秀（1991年－1998年，約1000多集。每集長度約40分到50分鐘）
- 黃金夜總會（1995年至2007年播出，集數約2000多集，三立大樂隊伴奏。）
- 超級夜總會（2011年11月12日至今）
- 鳥來伯與十三姨/幸福白馬里（1999年－2009年，共10年、《鳥來伯與十三姨》2463集+《幸福白馬里》245集=2708集）
- 21世紀新人歌唱排行榜（1992年－2000年）
- 完全娛樂（1995年9月1日－）
- 在台灣的故事（1999年6月15日至今）
- 美食鳳味（2000年至今）
- 戲說台灣（2001年至今）
- 國光幫幫忙（2005年至2021年7月27日）
- 型男大主廚（2006年7月10日至今）
- 超級紅人榜（2010年11月7日至今）

JET綜合台
- 新聞挖挖哇（2002年至今，2002年在超視播映，2010年轉至JET綜合台）
- 命運好好玩（2004年至今，2004年在超視播映，2010年轉至JET綜合台）

非凡電視台
- 健康保險大家談（1995年至今）

### 马来西亚
Astro集團
- 新聞報報看（2006年6月12日於Astro AEC頻道播出至今，Astro AEC HD頻道於2014年11月16日起同步播出）

### 加拿大
加拿大廣播公司
- 瑞克·默瑟爾報告
- 世界都在說

### 美国
國家錄音藝術科學學院（TRA）
- 葛萊美獎（1959年5月4日至今，舉辦時間未定。第62屆葛萊美獎則於2020年1月26日舉行，典禮表彰資格日期為2018年10月1日至2019年8月31日）

音樂電視網（MTV）
- MTV音樂錄影帶大獎（1984年9月14日至今，每年8月底至9月舉行）
- MTV影視大獎（1992年6月10日至今）

美國國家廣播公司（NBC）
- 誰是接班人
- 與媒體見面（該節目是全世界播映史上最長久的節目，1947年至今）
- 週六夜現場

美國廣播公司（ABC）
- 金剛戰士系列（改編自超級戰隊系列），2002年9月起變更首播電視台。
- 歐普拉·溫芙蕾秀（1986年9月8日至2011年5月25日，全25季4561集）

哥伦比亚广播公司（CBS）
- CSI犯罪現場
- 六十分鐘時事雜誌
- 大膽而美麗
- 重返犯罪現場
- 指路明燈（1937年1月25日至1946年11月29日在NBC廣播網首播）
- 幸存者
- 极速前进

福克斯廣播公司（FOX）
- 金剛戰士系列，2002年8月以前
- 辛普森家庭（1989年12月17日至今）

尼可兒童頻道（Nickelodeon）
- 海綿寶寶（1999年5月1日至今）

### 英国
英國廣播公司（BBC）
- 超時空博士
- 廣角鏡

英國獨立電視台
- 加冕街

### 德国
德國公共廣播聯盟
- Linden Strasse

### 
澳大利亞唱片業協會（ARIA）
- ARIA Music Awards（英语：ARIA Music Awards）（1987年3月2日開始至今，現為每年下半年舉行。2019年11月27日播出第33屆）

## 参看
- 短命节目